# Drums Around the World
Drums Around the World (підзаголовок Philly Joe Jones Big Band Sounds) — студійний альбом американського джазового ударника Філлі Джо Джонса, випущений у 1959 році лейблом Riverside.

## Опис
Ударник Філлі Джо Джонс багато має місця для соло (включаючи «The Tribal Message», на якій він грає без акомпанементу) на всіх цих трьох сесіях, що відбулись у травні 1959 року. Він грає разом з гуртом, до якого увійшли солісти такі, як трубачі Лі Морган і Блу Мітчелл, тромбоніст Кертіс Фуллер, Гербі Менн на флейті і піколо, альт-саксофоніст Кеннонболл Еддерлі, Бенні Голсон на тенор-саксофоні, баритон-саксофоніст Сахіб Шихаб, піаніст Вінтон Келлі і Сем Джонс або Джиммі Гаррісон на контрабасі. Із назви альбому передбачається, що музика має демонструвати стилі з різних куточків світу, включаючи Латинську Америку та Далекий Схід, однак ці посилання дещо неточні (включаючи «Cherokee») і музика насправні являє собою хард-боп.

## Список композицій
1. «Blue Gwynn» (Філлі Джо Джонс) — 7:29
2. «Stablemates» (Бенні Голсон) — 5:56
3. «El Tambores (Carioca)» (Едвард Еліску, Гас Кан, Вінсент Юманс) — 4:29
4. «The Tribal Message» (Філлі Джо Джонс) — 2:51
5. «Cherokee» (Рей Ноубл) — 8:17
6. «Land of the Blue Veils» (Бенні Голсон) — 5:40
7. «Philly J.J.» (Тедд Демерон) — 10:31

## Учасники запису
- Філлі Джо Джонс — ударні
- Блу Мітчелл, Лі Морган — труба
- Кертіс Фуллер — тромбон
- Гербі Менн — флейта, піколо (1, 3, 5, 6)
- Кеннонболл Еддерлі — альт-саксофон (1—3, 6, 7)
- Сахіб Шихаб — баритон-саксофон (1—3, 6, 7)
- Бенні Голсон — тенор-саксофон (1—3, 7)
- Вінтон Келлі — фортепіано (1—3, 5—7)
- Сем Джонс (1, 2, 5), Джиммі Гаррісон (3, 6, 7) — контрабас

Технічний персонал
- Оррін Кіпньюз — продюсер, текст
- Джек Хіггінс — інженкр
- Лоуренс Н. Шустак — фотографія
- Гарріс Левайн, Кен Брейрен, Пол Бейкон — дизайн [обкладинка]